# Drei Männer für Alison
Drei Männer für Alison (Original: Please Believe Me) ist eine US-amerikanische Filmkomödie aus dem Jahr 1950. Es ist ein Schwarz-Weiß-Film im Verleih von MGM.

## Handlung
Lange Zeit bestand zwischen der jungen Londonerin Alison Kirbe und einem Rancher aus Texas namens Hank ein reger Briefverkehr. Jetzt ist er tot. Seinen Grundbesitz von 50.000 Morgen samt Gebäuden und Vieh hat er Alison vermacht. Was sie aber nicht weiß: Die Gebäude bestehen aus einem verkommenen Bretterverhau, das Land ist nur Sand und Staub und nicht viel wert, pro Morgen höchstens 10 Cent.
Als angebliche Millionenerbin gerät Allison in die Schlagzeilen der Presse, die auch ihre Überfahrt nach Amerika ankündigt. So ist sie denn für manche Männer das Objekt der Begierde. Auf dem Schiff sind das in erster Linie drei Männer: der Millionär Jeremy Tayler und sein Anwalt Matthew Kinston. Der Dritte ist Terry Keath mit seinem Begleiter Vincent Maran. Terry ist ein Glücksspieler und Heiratsschwindler, Vincent ist vorbestraft.
Die ersten Angriffsversuche startet der charmante Terry. Noch hat Alison das Erbe nicht angetreten und hatte deshalb – vorsichtig, wie sie ist – die 2. Klasse gebucht. Er hingegen besorgt ihr eine Luxuskabine. Sie hat natürlich Bedenken, aber er behauptet, sein Vater und Hank seien alte Freunde gewesen, und bietet ihr großzügig in Gelddingen seine Hilfe an. Da gibt Alison im Vertrauen auf ihre geerbten Millionen nach. Sie ahnt allerdings nicht, dass Terry wiederum den zwielichtigen Casinobesitzer Lucky Reilly anpumpt, um vor ihr den Millionär spielen zu können.
In Jeremy und Matthew hat Terry allerdings hartnäckige Rivalen. Die drei buhlen nun mit allen Tricks um Alisons Gunst. Sie genießt die Aufmerksamkeit der Männer, geht aber charmant allem aus dem Weg. Sie fühlt sich höchstens zum vermeintlichen Gentleman Keath hingezogen, der Playboy Jeremy ist nicht so ihr Typ, und den stillen Matthew übersieht sie vorerst. Doch gerade der hat dann die besten Karten.
In New York angekommen, schickt Terry sofort seinen Begleiter Vincent los, um zu erfahren, welches Vermögen ihn bei Alison erwartet. Inzwischen spielt er weiter den Wohltäter. Dann kommt Vincent mit der niederschmetternden Nachricht zurück, Alisons Erbe ist wertlos. Das bedeutet für Terry: Er hat jetzt ein Problem, und das heißt Reilly! Der will natürlich sein Geld zurück, und das sind mittlerweile 5000 Dollar. 
Auch Matthew erfährt die traurige Wahrheit über die Ländereien. Enttäuscht glaubt er, Alison mache mit den Schwindlern Terry und Vincent gemeinsame Sache, um an Jeremys Geld heranzukommen. Er stellt sie deshalb zur Rede, muss aber einsehen, dass dem nicht so ist, und das "Verhör" endet abrupt in einem langen Kuss.
Auch Terrys Probleme finden eine Wendung. Alison und die drei Männer überlegen, wie sie ihm helfen können. Dass Terry schließlich heil davonkommt, ist Jeremy zu danken, der die Schulden heimlich begleicht.
Und wenn Alison auch keine Millionenerbin ist, Matthew will sie auch so.

## Kritik
Die New York Times vom 12. Juni 1950 befand: „Miss Kerr ist charmant und lieblich anzusehen.“ Trotz dreier anstelle von üblicherweise nur einem Verehrer sei die romantische Komödie aber nicht komplexer als andere Filme des Genres.
Der Filmdienst notiert: „Routiniert inszenierte romantische Komödie, die zwar die gängige Hollywood-Kombination Reise-Flirt nicht sonderlich originell variiert, aber mit einer starken Besetzung auftrumpfen kann.“
Craig Butler schrieb Jahrzehnte nach der Premiere für den All Movie Guide: „Die Geschichte ist so unbedeutend, dass die meisten Zuschauer fünf Minuten nach der Vorstellung so ihre Probleme hätten, sollten sie etwas mehr über die Handlung sagen, als dass Deborah Kerr von drei Männern verfolgt wird und am Ende den Richtigen bekommt.“ Viele der Details des Drehbuchs seien offenbar nur deshalb eingebaut worden, weil zwischen Vor- und Abspann doch irgendwas passieren muss. Norman Taurog würde aber unter den Umständen als Regisseur gute Arbeit leisten. In dem Trio der Verehrer würden Robert Walker und Peter Lawford gut aufspielen, Mark Stevens sei aber „langweilig“ und „uncharismatisch“. Besonders gelobt wird die Hauptdarstellerin: „In ihrer romantisch-heiteren Rolle ist Kerr einfach glänzend. Sie ist vollkommen gewinnend, was sie auch immer tut. Dennoch kann auch sie aus ‚Please believe me‘ keinen großen Film zaubern, aber sie schafft es, ihn schmackhaft zu machen.“